# Tjärnkroktjärnen
Tjärnkroktjärnen är en sjö i Bodens kommun i Norrbotten och ingår i Luleälvens huvudavrinningsområde.